# 诺基亚1100
诺基亚1100（以及同系列的诺基亚1101）是一款入门级移动电话，於2003年發售，主要面向发展中国家，提供给只需要接打电话和收发短信而不需其他高级功能的客户。诺基亚1100全球銷量高達2億5000萬部，是有史以來銷量最高的手機。 
诺基亚1100使用的是95×65像素的单色屏，重93克，体积为72立方厘米。使用标准的BLC-5型的锂离子电池，最长通话时间为2小时至4小时30分，待机时间为100小时至400小时。使用的是单弦铃声。
它有几项特别的功能。例如内置的手电筒和屏保。采用一体的硅胶防尘键盘，并有一个包括接听和挂断电话功能于一体的一指键。此外它还可以更换彩壳。
娱乐功能方面，诺基亚1100提供了贪食蛇（二）和空间大战+ 两款游戏。
网络支持方面，诺基亚1100可以在全世界的大部分地区实现漫遊功能，且诺基亚1101增加了WAP功能。